# Байт, Индира Жагыпаровна

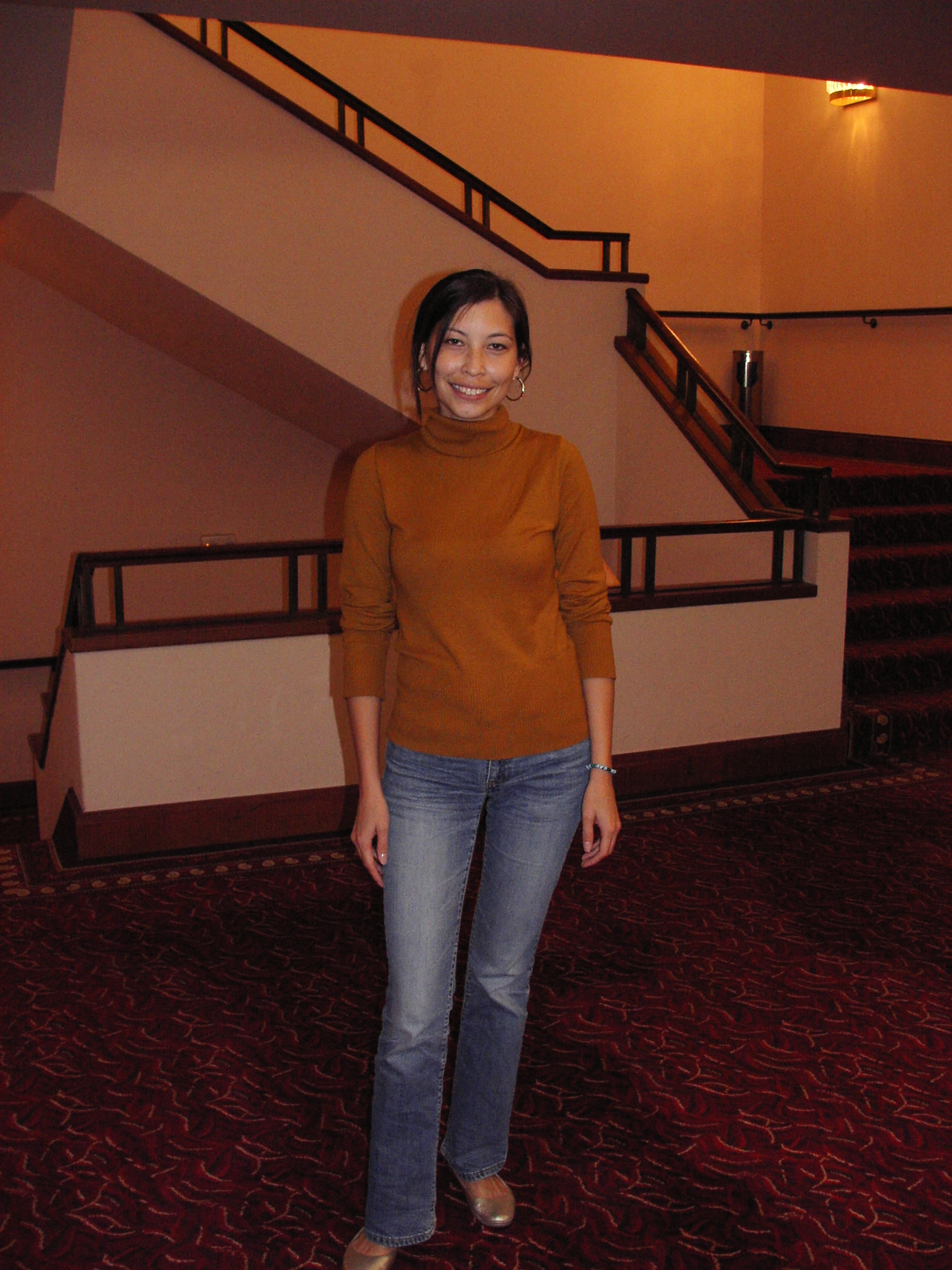
В 2007 г.

Индира Жагыпаровна Байт (урожд. Бабатаева; словен. Indira Bajt, род. 9 декабря 1980) — казахстанская и словенская шахматистка, мастер ФИДЕ среди женщин.

## Биография
Представляла Казахстан на юниорском чемпионате мира 2000 г., юниорском чемпионате Азии 1998 г., а также на юношеских чемпионатах мира 1996 и 1998 гг. в категории до 18 лет.
Постоянно проживает в Словении с 2003 г. Выступает за ШК «Krka Novo Mesto». С 2006 г. является гражданкой Словении, выступает в национальных чемпионатах и представляет сборную страны.
Серебряный призер чемпионатов Словении 2007, 2009 и 2010 гг. (в 2010 г. разделила 1—2 места с В. Рожич и уступила ей по дополнительным показателям). Бронзовый призер чемпионата Словении 2006 г.
Чемпионка Словении по блицу 2010 г.
В составе сборной Словении участница шахматной олимпиады 2010 г. и командного чемпионата Европы 2007 г.

## Основные спортивные результаты
| Год  | Город            | Соревнование                                            | + | − | = | Результат | Место |
| ---- | ---------------- | ------------------------------------------------------- | - | - | - | --------- | ----- |
| 1996 | Кала-Гальдана    | Юношеский чемпионат мира (до 18 лет)                    |   |   |   |           | [ 5 ] |
| 1998 | Оропеса-дель-Мар | Юношеский чемпионат мира (до 18 лет)                    |   |   |   |           | [ 6 ] |
|      | Решт             | Юниорский чемпионат Азии                                | 5 | 3 | 3 | 6½ из 11  | 6     |
| 2000 | Ереван           | Юниорский чемпионат мира                                | 4 | 5 | 4 | 6 из 13   | [ 9 ] |
| 2005 | Малинска         | Международный турнир                                    | 3 | 4 | 2 | 4 из 9    | 8     |
| 2006 | Любляна          | Чемпионат Словении                                      |   |   |   |           | 3     |
| 2007 | Любляна          | Чемпионат Словении                                      |   |   |   |           | 2     |
|      | Ираклион         | Командный чемпионат Европы (сборная Словении, запасная) | 0 | 1 | 0 | 0 из 1    |       |
| 2008 | Любляна          | Чемпионат Словении                                      | 4 | 2 | 3 | 5½ из 9   | 4—6   |
| 2009 | Оточец           | Чемпионат Словении                                      |   |   |   |           | 2     |
| 2010 | Любляна          | Чемпионат Словении                                      | 6 | 1 | 2 | 7 из 9    | 1—2   |
|      | Ханты-Мансийск   | XXIV Олимпиада (сборная Словении, запасная)             | 1 | 2 | 1 | 1½ из 4   |       |

## Изменения рейтинга
| Графики недоступны из-за технических проблем. См. информацию на Фабрикаторе и на mediawiki.org. |